# Vivienda

El Derecho a la vivienda aparece recogido en el artículo 25 de la Declaración Universal de los Derechos Humanos de 1948. Algunas constituciones nacionales también lo recogen.

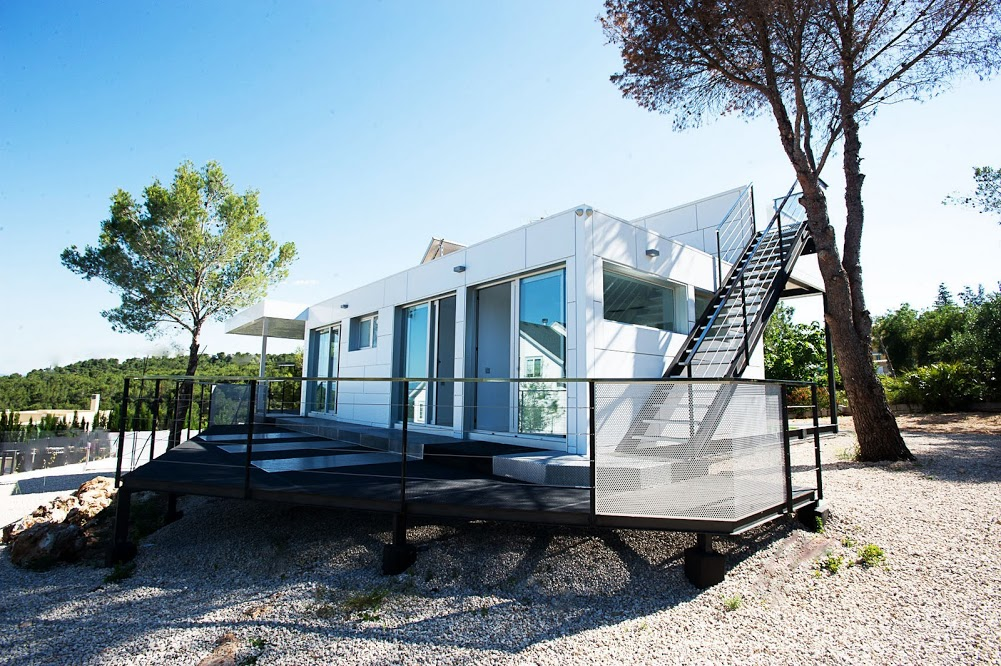
Vivienda prefabricada constituida por seis módulos en Valencia, España.

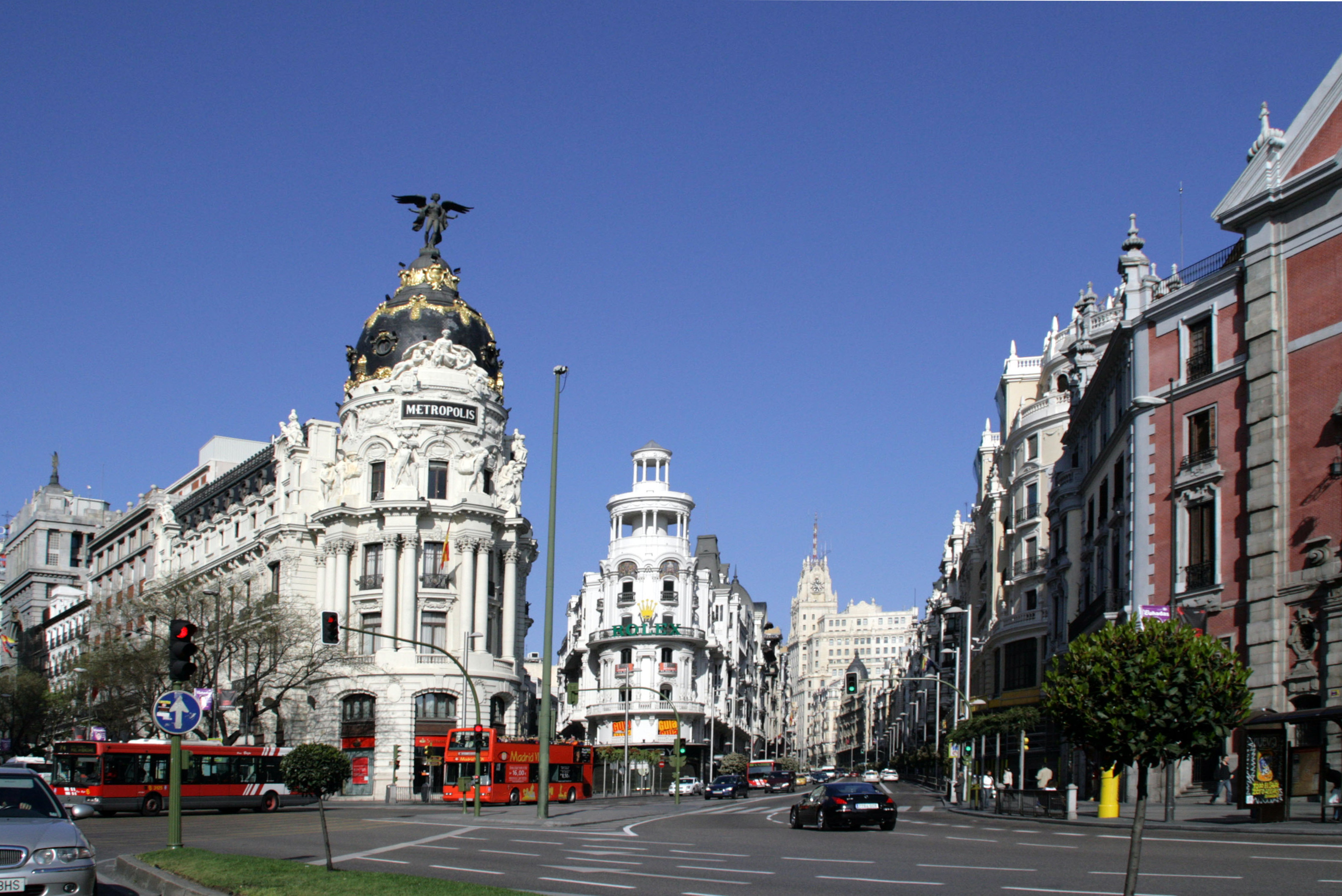
Edificaciones en el centro de la ciudad de Madrid, España, utilizadas en su mayoría para oficinas, comercios y bancos, residualmente para viviendas.

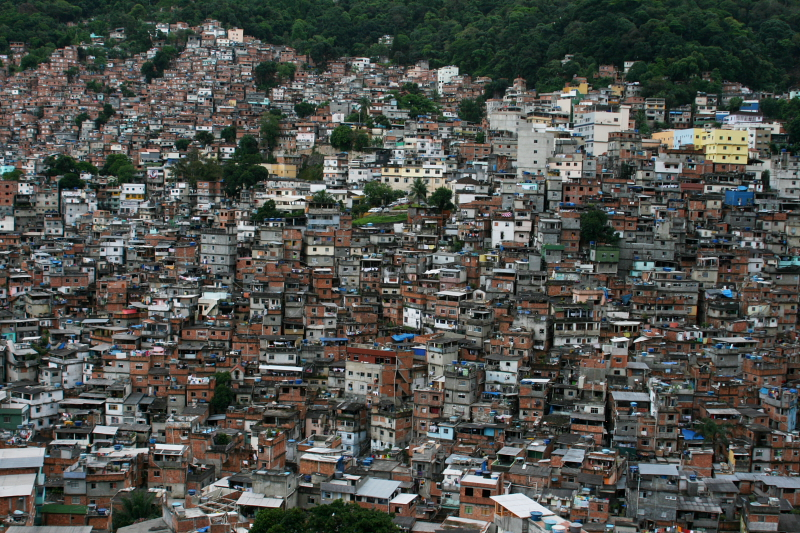
Favela da Rocinha, en la ciudad de Río de Janeiro, Brasil.

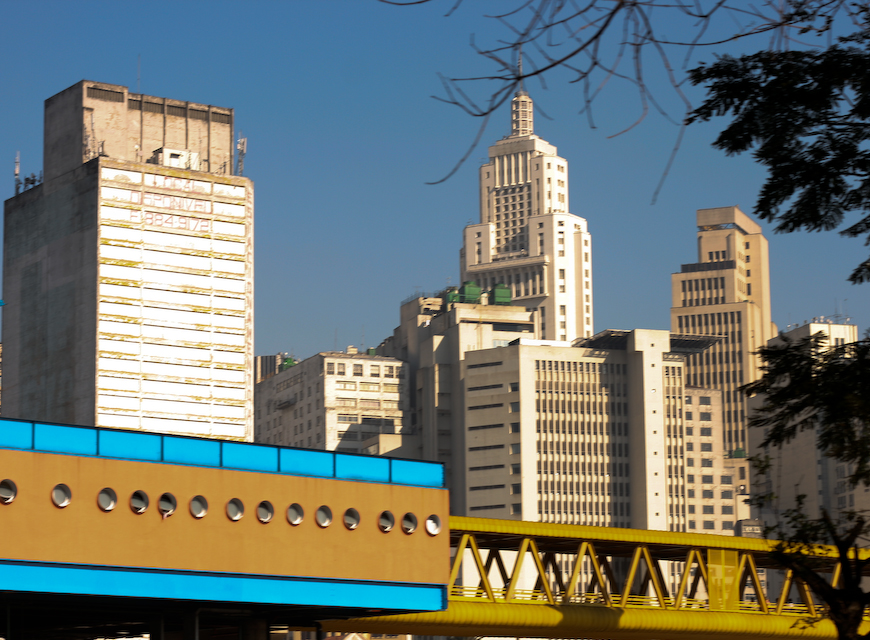
Bloque de viviendas en la Zona Central de São Paulo, Brasil.

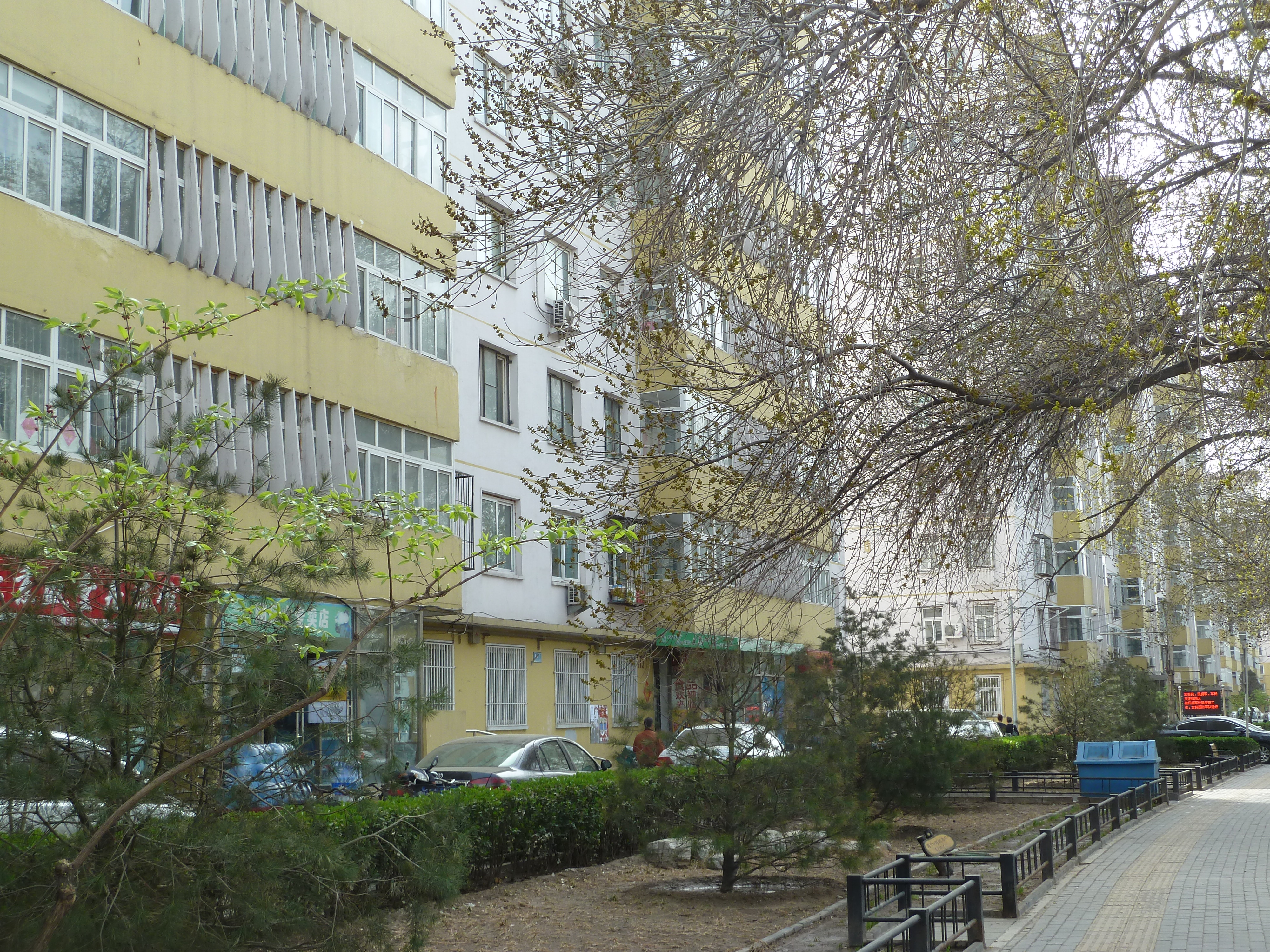
Un bloque de viviendas en China.

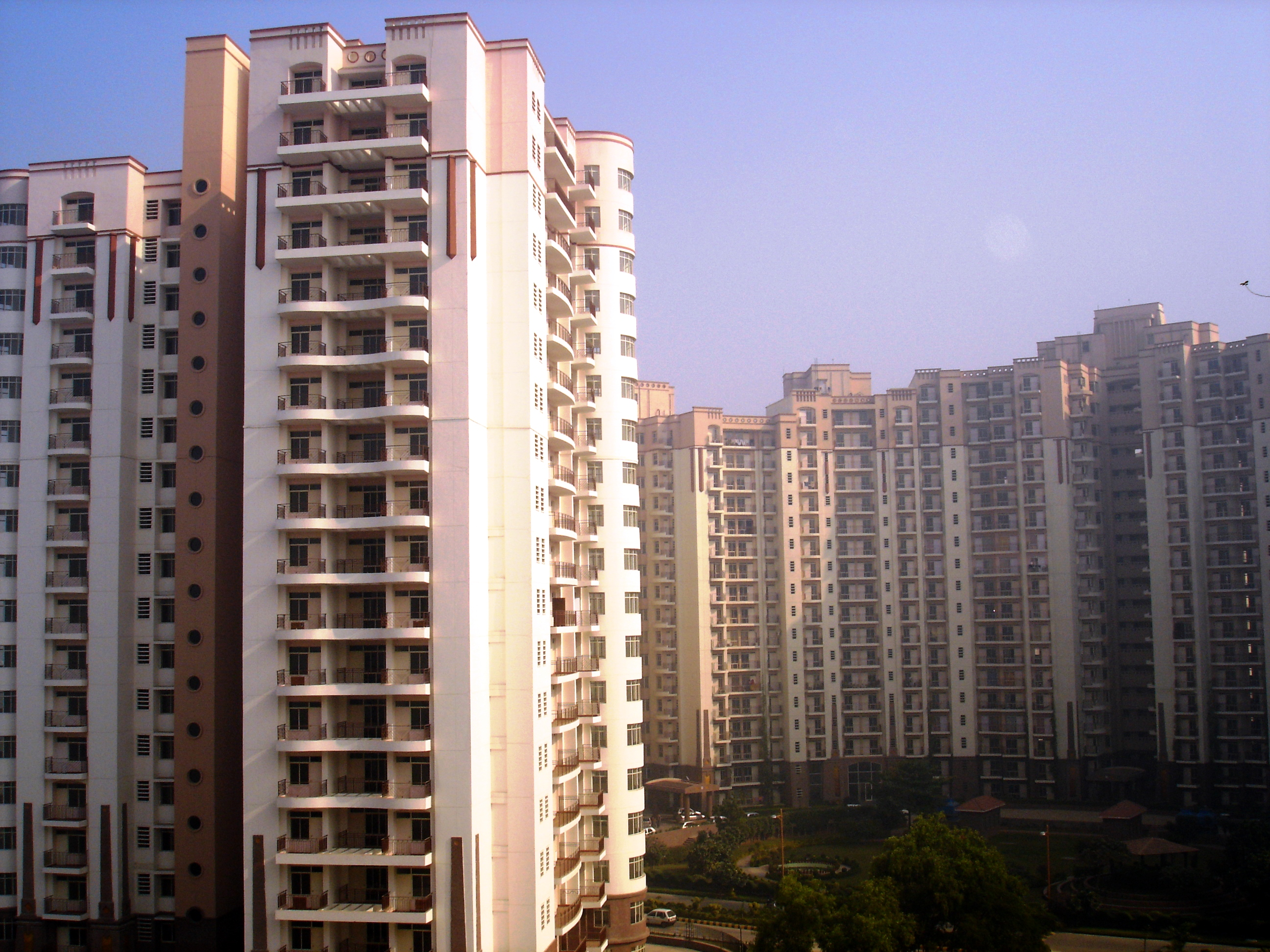
Complejo de bloques de viviendas en Gurgaon, Haryana, India.

La vivienda es una edificación cuya principal función es ofrecer refugio y habitación a las personas, protegiéndolas de las inclemencias climáticas y de otras amenazas. Otras denominaciones de vivienda son: apartamento, aposento, casa, domicilio, estancia, hogar, lar, mansión, morada, piso, etc.
El derecho a la vivienda digna se considera uno de los derechos humanos fundamentales.

## Apuntes históricos

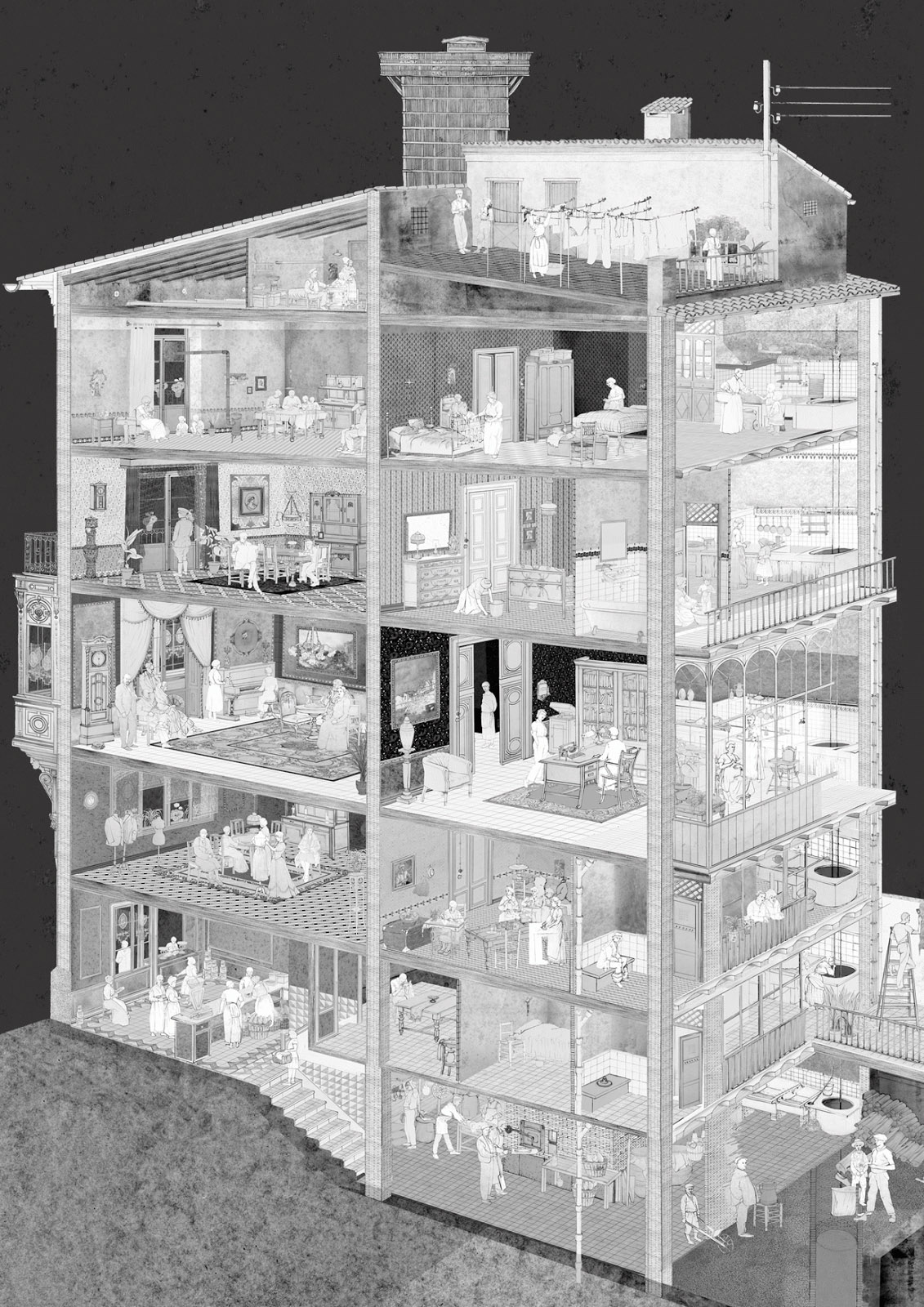
Esquema de una vivienda urbana española de finales del. Imagen cedida por el Museo Valenciano de Etnología.

El ser humano siempre ha tenido la necesidad de refugiarse para contrarrestar las condiciones adversas de vivir a la intemperie. En la prehistoria, para protegerse del clima adverso o las fieras, solía refugiarse en cuevas naturales, con su familia, bien sea nuclear o extendida. Tradicionalmente, en el mundo rural eran los propios usuarios los responsables de construir su vivienda, según sus propias necesidades y usos a partir de los modelos habituales de su entorno y de los materiales disponibles en la zona; por el contrario, en las ciudades, era más habitual que las viviendas fueran construidas por artesanos o arquitectos especializados. En los países desarrollados, el diseño de las viviendas ha pasado a ser competencia exclusiva de arquitectos e ingenieros, mientras que su construcción es realizada por empresas y profesionales específicos, bajo la dirección técnica del arquitecto y/u otros técnicos.

## Derecho a la vivienda y vivienda digna
El Derecho universal a la vivienda, digna y adecuada, como uno de los derechos humanos, aparece recogido en la Declaración Universal de los Derechos Humanos en su artículo 25, apartado 1 y en el artículo 11 de Pacto Internacional de Derechos Económicos, Sociales y Culturales (PIDESC):

Artículo 25.1 Declaración Universal de los Derechos Humanos: Toda persona tiene derecho a un nivel de vida adecuado que le asegure, así como a su familia, la salud y el bienestar, y en especial la alimentación, el vestido, la vivienda, la asistencia médica y los servicios sociales necesarios; tiene asimismo derecho a los seguros en caso de desempleo, enfermedad, invalidez, viudez, vejez u otros casos de pérdida de sus medios de subsistencia por circunstancias independientes de su voluntad.

Artículo 11 del Pacto Internacional de Derecho Económicos, Sociales y Culturales: Toda persona tiene el derecho a un nivel de vida adecuado para sí misma y para su familia, incluyendo alimentación, vestido y vivienda adecuadas y una mejora continuada de las condiciones de existencia, la asistencia médica y los servicios sociales necesarios; tiene asimismo derecho a los seguros en caso de desempleo, enfermedad, invalidez, viudez, vejez u otros casos de pérdida de sus medios de subsistencia por circunstancias independientes de su voluntad.

La Vivienda digna, según la Oficina del Alto Comisionado de las Naciones Unidas para los Derechos Humanos en su Observación General n.º 4 es aquella vivienda donde los ciudadanos o familias pueden vivir con seguridad, paz y dignidad. La vivienda digna se inscribe en el derecho a la vivienda.
Una vivienda digna y adecuada debe ubicarse en espacios suficientemente salubres y equipados, en barrios urbanos o localidades rurales dotados de servicios, accesibles, con espacios intermedios de relación que permita la comunicación vecinal y social y donde sea posible el desarrollo familiar y personal que las sociedades demandan. Para que una vivienda sea digna y adecuada, además debe ser: 1) Vivienda fija y habitable, 2) Vivienda de calidad, 3) Vivienda asequible y accesible y 4) Con seguridad jurídica de tenencia.
Según el Alto Comisionado de las Naciones Unidas para los Refugiados (ACNUR), hay aproximadamente 100 000 000 (cien millones) de personas sin hogar en todo el mundo. Se han realizado esfuerzos para combatir la falta de hogar tanto a nivel nacional como desde los gobiernos locales, a través de programas de vivienda que tienen entre sus objetivos aumentar la estabilidad residencial para las personas sin hogar.
Una revisión sistemática de 43 estudios, realizados la mayoría en Estados Unidos, y el resto en el Reino Unido, Australia, Canadá y Dinamarca, determinó que una variedad de programas de vivienda e intervenciones de manejo de casos parecen reducir la falta de hogar y mejorar la estabilidad de la vivienda, en comparación con los servicios habituales. Entre estas intervenciones están: vales de vivienda, Housing First (“Vivienda Primero”), tratamientos residenciales, entre otras. Todas ellas parecieran tener efectos beneficiosos similares, por lo que no está claro cuál es las más efectiva. Igualmente, se requiere evidencia de mejor calidad.
La falta de los factores anteriormente mencionados en el presente apartado significa que una vivienda sufre un déficit cualitativo de la vivienda. Este define si una vivienda es digna o no, pudiendo sus defectos solo ser de carácter recuperable, es decir, que sus defectos se puedan arreglar por medio de reformaciones. Por otra parte, cuando una persona no puede físicamente acceder a una vivienda o tiene defectos irrecuperables, es decir, defectos que no se pueden solucionar por medio de reformas - por ejemplo, la llegada de sistema de cloacas u/y otros servicios -, es llamado déficit cuantitativo de viviendas. 

## Vivienda vacía y vivienda ocupada

### Viviendas desocupadas o vacías
Las viviendas desocupadas, deshabitadas o vacías que están en condiciones de habitalidad, que no deben confundirse con las segundas viviendas que se ocupan por cortos períodos de tiempo, constituyen, desde el punto de vista del acceso a la vivienda, un problema social que cuestiona las políticas de viviendas de los distintos países. Se considera una pérdida de recursos y una mala gestión del parque inmobiliario la coexistencia de un número importante de viviendas vacías junto con la demanda insatisfecha de vivienda. Aunque desde el punto de vista del propietario puede no considerarse un problema, si puede asumir fácilmente los costes derivados del mantenimiento de la vivienda sin ocupar, desde el punto de vista social, una vivienda vacía es una patología urbana.
Las políticas públicas en relación con las viviendas deshabitadas son de muy distinto tipo aunque en general se tiende a penalizar, en muy distinta medida, la inacción del propietario —sea un banco, un grupo financiero o inversor, una inmobiliaria o un particular— para dar uso a dicha vivienda. Las medidas van desde la expropiación total o temporal hasta el incremento de diferentes tasas e impuestos.

### Vivienda ocupada o habitada
La primera función de la vivienda es proporcionar un espacio seguro y confortable para resguardarse. El clima condiciona en gran medida tanto la forma de la vivienda como los materiales con que se construye, incluso las funciones que se desarrollan en su interior. Los climas más severos exigen un mayor aislamiento del ambiente exterior mientras que, por otra parte, se tiende a realizar el mayor número posible de actividades en el entorno controlado y confortable de la vivienda; por el contrario, en climas más benignos las exigencias de climatización son mucho más reducidas y, además, gran parte de las actividades cotidianas se realizan fuera de la vivienda.
Generalmente se suele admitir que cada vivienda es ocupada por una familia, pero esta idea debe matizarse: hay distintos tipos de familia y hay viviendas que son ocupadas por varias familias. En el mundo desarrollado se habla de vivienda colectiva, frente a vivienda unifamiliar, para referirse a edificios que albergan varias viviendas, cada una de las cuales es habitada por una única familia. Hoy por hoy, y debido a la situación económica, existen las denominadas viviendas compartidas, que son utilizadas de forma comunitaria por varias personas sin ninguna clase de relación familiar.
Otro aspecto reseñable, ya que condiciona en gran medida las diversas formas de la vivienda en las diferentes culturas, es el conjunto de funciones que se desarrollan en su interior o aledaños. Tareas como la preparación y el cocinado de los alimentos, el lavado de la ropa, el aseo personal o el cuidado de niños y enfermos, y la forma y los medios que se emplean para realizarlas condicionan en gran medida la vivienda. En muchas viviendas, gran parte de estas funciones se han mecanizado mediante los denominados electrodomésticos, de forma que se ha sustituido por consumo energético la necesidad de espacios amplios y la dedicación exclusiva de una o varias personas a estas tareas domésticas. El último paso en esta tendencia lo constituye la domótica que pretende automatizar el mayor número de elementos de la vivienda.

## Tipos de vivienda
- Términos genéricos: casa, hogar, cabaña, alojamiento.
- Tipos según la asociación con otras viviendas:
  - Vivienda colectiva: piso,[13] apartamento, ático, dúplex, loft.
  - Vivienda unifamiliar: villa, chalet, bungaló, mansión, palacio.
- Vivienda prefabricada.
- Tipos específicos de viviendas de diversas culturas y regiones geográficas: barraca, cortijo, dacha, iglú, isba, palafito, ruca, tipi, yurta.
- Asociados a usos agropecuarios: rancho, hacienda, estancia, masía.
- Viviendas provisionales e infraviviendas: tienda de campaña (de distintos tipos como de paredes de palos y techos de hojas grandes), favela, chabola, chamizo, Casa-cueva, mediagua.
- En México, una unidad habitacional es un conjunto de edificios de departamentos.
- En Perú, según el Reglamento Nacional de Edificaciones se tienen viviendas unifamiliares, edificio multifamiliar, conjunto residencial y quintas. Una unidad habitacional es un conjunto de edificios de departamentos.

## Urbanismo
En España es el alojamiento de carácter permanente destinado a satisfacer de manera habitual las necesidades vitales de habitación de una o varias personas. En relación con este concepto, se entiende por:
- Vivienda con protección pública: vivienda acogida a cualquiera de los regímenes de protección establecidos por las Administraciones públicas.
- Vivienda colectiva: edificio de uso mayoritariamente residencial que dispone de acceso y servicios comunes para más de dos viviendas.
- Vivienda unifamiliar: edificio de uso mayoritariamente residencial que no dispone de acceso y servicios comunes para más de dos viviendas. Es una edificación desarrollada para ser ocupada en su totalidad por una sola familia, y pueden ser aisladas, pareadas o adosadas. Urbanísticamente, genera áreas de baja densidad, con bajo impacto ambiental y de infraestructuras de servicios, además de tráfico vehicular poco significativo.
- Vivienda bifamiliar. Es una edificación de dos unidades residenciales generalmente de dos plantas, que cuenta con una vivienda completa por planta para dos familias. Puede tener dos accesos independientes o conectadas entre sí por una escalera interior. Suelen tener la apariencia de una vivienda unifamiliar, pero con más de un acceso. Urbanísticamente, genera áreas de baja a media densidad, con bajo impacto ambiental y de infraestructuras de servicios, además de tráfico vehicular moderado.
- Vivienda multifamiliar. Es una edificación en la que se que agrupa tres o más viviendas independientes donde la convivencia no es una condición obligatoria, y donde el terreno es una propiedad común. Suelen contar con un régimen de propiedad horizontal o condominio, además de servicios y bienes compartidos, como: circulaciones, escaleras, ascensores, bajantes de basuras, estacionamientos, acometidas de servicios, áreas verdes y zonas sociales. Urbanísticamente, puede llegar a generar zonas de alta densidad, con impactos ambientales significativos en cuanto al mayor consumo de recursos y generación de desechos, además de un alto impacto en el paisaje urbano por la mayor altura de las construcciones, requiriendo además una red vial más amplia.
- Agrupación de viviendas. Es un conjunto de viviendas repetitivas organizadas en una unidad arquitectónica homogénea, compuesta por tres o más unidades habitacionales, unifamiliares o multifamiliares, en la cual la existencia y localización de bienes de propiedad y uso privado individual están subordinados a la localización de áreas y bienes de propiedad y uso comunal.
- Vivienda sin cocina. En la segunda mitad del siglo XIX, Melusina Fay Peirce (1836-1923) propuso un nuevo formato de casas: una que no incluyera una cocina. Fue con el fin de tratar la cocina como un espacio que necesitaba ser especializado, por fuera de la vivienda, y de esta manera extraerla del espacio privado por ser sistemas de control del estado sobre los individuos. Las primeras aplicaciones de esto se concretaron en la nueva tipología de edificios de apartamentos para hombres de negocios y para hombres jóvenes universitarios.[15]